# Saint-Germain-d’Aunay
Saint-Germain-d’Aunay – miejscowość i gmina we Francji, w regionie Normandia, w departamencie Orne.
Według danych na rok 1990 gminę zamieszkiwały 163 osoby, a gęstość zaludnienia wynosiła 19 osób/km² (wśród 1815 gmin Dolnej Normandii Saint-Germain-d’Aunay plasuje się na 723. miejscu pod względem liczby ludności, natomiast pod względem powierzchni na miejscu 604.).